# 정속언해
정속언해(正俗諺解)은 조선 전기의 학자 김안국이 경상도 관찰사로 있으면서 간행한 언해서이다. 중국의 교화서인 정속편에 구결을 달고 한글로 옮겨 간행하고 보급함으로써, 풍속을 교화하고자 하는 데에 목적이 있었다. 원간본은 여씨향약언해와 함께 나왔다.
1992년 사망한 계명대학교 이원주 교수 소장본이 1518년에 경상도에서 나온 원간본으로 추정된다. 이 판본에는 최대 16세기 말에 소실된 방점과 ㅿ이 나타난다. 그 외에 여러 이본이 전하나 모두 17~18세기의 것이다. 이들 판본에는 제2음절 이하에서의 ㆍ(아래아)의 소실, 7종성법과 8종성법의 혼재, 구개음화 등의 변화가 나타난다.